# Оскар Карл Густав Анкаркрона
Оскар Карл Густав Анкаркрона (швед. Oscar Carl Gustav Ankarcrona; 11 травня 1869, Гускварна — 17 вересня 1933) — шведський художник, придворний єгер, майор шведської армії.

## Біографія
Оскар Карл Густав Анкаркрона народився в Хускварні 11 травня 1869 року в сім'ї власника млина. Він рано проявляв художні здібності, тому батько найняв художника Георга фон Розен, щоб підготувати сина до вступу в Академію. Після закінчення академії, у 1886—1889 роках Оскар Карл Густав поїхав вчитися живопису в Берлін. Потім багато подорожував Швецією, побував у Норвегії, Італії та Франції. У 1889–1890 роках у Норвегії став учасником молодіжного руху. Упродовж декількох років Анкаркрона був редактором журналу «Siljan». Він також розробив план декількох громадських будівель. Художник хотів зміцнювати почуття до батьківщини, адже відчував загрозу індустріалізації й культурного імпорту.
У 1901 році Анкаркрона відвідав Евле, де зустрів селянську групу з Лександ, одягнену в парафіяльні костюми. Він так захопився, що відразу вирушив в експедицію.
Помер у віці 64 років.

## Родина
Густав одружився 20 листопада 1886 року з Ганною Елізабет Аврора Карлесон (нар. 5.11.1867), дочкою Едуарда Генріка Карлесон (1820—1912), консультанта Правосуддя (Councilor of Justice), консультанта Держави Королівства Швеції (Councilor of State of the Kingdom of Sweden).

## Палітра художника
Сучасники Густава цікавились фольклором, сільськими традиціями. Особливо приваблював світ народних пісень. Під впливом шведського фольклориста й керівника музею Артура Хазеліуса (Artur Hazelius) Густав почав збирати предмети домашнього вжитку. Незабаром Анкаркрона почав збирати артефакти з Даларні. Художник вважав, що кожна парафія має створити свій музей. Анкаркрона купив у 1908 році кілька старих будинків, які були перевезені в Тальберг.
Картинам художника властиве поєднання імпресіоністських тенденцій з орієнтацією на зображення шведських пейзажів. Однією з його улюблених тем були коні на тлі шведського пейзажу в неяскравих пастельних тонах. Густав загалом часто зображував тварин.

## Досягнення. Відзнаки
У 1890 році Оскар Карл Густав Анкаркрона був прийнятий в Асоціацію художників, але переважно завдяки дружнім зв'язкам з багатьма її членами. Також брав участь у деяких виставках Спілки художників, однак у 1898 році був виключений з неї.[джерело?]